# (26105) 1990 VH5
A (26105) 1990 VH5 a Naprendszer kisbolygóövében található aszteroida. Eric Walter Elst fedezte fel 1990. november 15-én.